# 洹北商城
洹北商城是一座位于河南省安阳市的商代古城遗址，是全国重点文物保护单位殷墟的一部分。因位于洹河以北而得名。面积达4.7平方公里。洹北商城遗址时间上分为早、晚两期。已发现的遗存有郭城壕沟、宫城城墙、宫殿建筑遗址、作坊等。宫殿建筑规制宏大。遗址出土了陶器和青铜器等。学者认为洹北商城是商王朝的都城之一，但并不能确定是文献记载的哪一座都城，可能是河亶甲的相都或盘庚的殷都。洹北商城的外郭城墙并未建成，宫殿可能毁于火灾。

## 调查与发掘
1960年代起，学者在洹水以北进行了考古调查，发现了一系列商代遗址。然而，直到1999年，学者才发现了洹北商城。1997年，中国社会科学院考古研究所安阳工作站站长唐际根试图在河南省北部、河北省南部寻找商代中期遗址。他注意到安阳花园庄一带商代遗址密布，带领同事前往钻探。钻探发现了占地面积至少150万平方米的大型聚落遗址，遗址的陶片早于殷墟。1999年，学者进一步钻探，找到了夯土城墙基槽。结合一系列证据，学者认定这是一处商代中期的遗址，将其命名为洹北商城。

## 研究
洹北商城年代介于商代早期的郑州商城与晚期的安阳殷墟之间，填补了商代历史的缺环。然而，对于洹北商城的身份，学者并没有一致的意见。一派认为洹北商城是河亶甲迁都之后的国都相。另一派主张洹北商城就是盘庚迁殷中的殷都，商王武丁时又由洹北迁往小屯村一带的殷墟。另有学者注意到洹北商城分为上下叠压的早、晚两期遗存，认为相都说与殷都说并不矛盾，两者可能都在洹北商城。
根据发掘结果，考古学者判断洹北商城的宫城仅使用了几十年。宫殿遗址发现大量红烧土，学者推测宫城可能毁于火灾。有学者考虑到郭城城墙并未完全建成，猜想这场火灾导致商王放弃了洹北商城，迁往洹水南岸的小屯殷墟。火灾原因不明，文献没有类似记载。学者猜测不一，可能是天灾，也可能是人为放火，可能与外敌入侵或者商朝王位争夺有关。

## 保护与展示
发掘后，考古工作者将遗址回填保护。洹北商城已被列入全国重点文物保护单位。
2019年12月26日，殷墟国家考古遗址公园开工。按照计划，洹北商城展示区将成为考古公园的组成部分之一。